# 100万回のKISS
『100万回のKISS』（ひゃくまんかいのキス）は、日本のロックバンド、GLAYが2007年1月17日に発売した通算35作目のシングル。

## 概要
- 1月31日にリリースされた9thアルバム『LOVE IS BEAUTIFUL』の先行シングルである[3]。
- 本作品はCD単体の通常盤の他、4種類のDVD付限定盤が同時発売。
- DVDには「100万回のKISS」PVと、2006年にGLAYが参加したライブでの映像が各1曲ずつ収録されている。
- キスによって伝えられる愛を描いた曲。いじめや殺人等の事件が横行する現代へのメッセージソングともとれる。「もし自分たち（が親や周りの人間）だったら（いじめの）SOSに気付くことができる男でありたい」とのテーマで作られた。
- 限定盤4種類のCDジャケットはそれぞれ春夏秋冬をイメージしている。

## 収録曲

### CD
1. 100万回のKISS
  - 作詞・作曲：TAKURO　編曲：GLAY & 佐久間正英
2. LONE WOLF
  - 作詞・作曲：TAKURO　編曲：GLAY & 佐久間正英
3. 100万回のKISS (Instrumental) ※通常盤のみ収録

### DVD
- 5万枚限定DVD付アイテム1

1. 100万回のKISS (PV)
2. LAYLA (Special Edit Version)
2006年2月のライブ「ROCK'N'ROLL SWINDLE」より

- 5万枚限定DVD付アイテム2

1. 100万回のKISS (PV)
2. ANSWER
2006年8月のライブ「SWING ADDICTION」より

- 5万枚限定DVD付アイテム3

1. 100万回のKISS (PV)
2. 夏音
2006年8月のイベント「THE 夢人島 Fes.2006」より

- 5万枚限定DVD付アイテム4

1. 100万回のKISS (PV)
2. 100万回のKISS
2006年10月のライブ「GLORIOUS NIGHT CRUISE」より

## 収録アルバム
100万回のKISS
- LOVE IS BEAUTIFUL
- THE GREAT VACATION VOL.1 〜SUPER BEST OF GLAY〜

LONE WOLF
- rare collectives vol.3